# Albert Welti

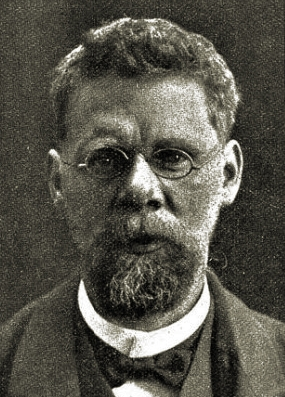
1902, Albert Welti

Albert Welti (* 18. Februar 1862 in Zürich; † 7. Juni 1912 ebenda) war ein Schweizer Maler und Radierer.

## Leben
Albert Welti kam als ältestes von sieben Kindern von Anna Barbara Furrer und Jakob Albert Welti in Zürich-Aussersihl zur Welt. Sein Vater betrieb das Speditions- und Droschkengeschäft Welti-Furrer, das bis heute besteht. Einer seiner Brüder war Carl Adolf Welti-Furrer, der das väterliche Geschäft zusammen mit dem Bruder Oswald später übernahm.
Die bei seinem Grossvater Jakob Furrer nach dem Deutsch-Französischen Krieg 1871 einquartierten Soldaten der Bourbaki-Armee und das alltägliche Geschehen auf dem Artillerieexerzierplatz vor der Fuhrhalterei waren der Auslöser für sein Interesse an geschichtlichen Szenen und Quellen für seine späteren Hauptthemen mit Szenen von Ross und Reiter. Welti besuchte das Realgymnasium in Zürich und danach die kaufmännische Abteilung der Industrieschule. In jener Zeit erhielt er Unterricht beim Kupferstecher Johann Konrad Werdmüller. 1880 begann er eine Fotografenlehre bei seinem Onkel Oswald Welti in Lausanne, die er nach einem Jahr wieder abbrach.
Mit der nun erhaltenen Erlaubnis seines Vaters studierte er 1882–1886 an der Akademie der Bildenden Künste in München bei Alexander Strähuber, Nikolaus Gysis und Ludwig von Löfftz. 1885 lernte er Arnold Böcklin kennen und arbeitete 1888–1891 zwei Jahre in dessen Atelier. Böcklin verfasste ein Gutachten für Weltis Vater, in dem er diesem bestätigte, dass sein Sohn künstlerisch begabt sei, und beeinflusste Weltis Malstil massgeblich. Welti lernte den ostpreussischen Junker Franz Rose von Doehlau (1852–1912) kennen, der sein Schaffen in den folgenden Jahren finanziell förderte. Franz Rose war Gutsbesitzer von Döhlau im Kreis Osterode in Ostpreußen und der Vater von Karl von Rose.

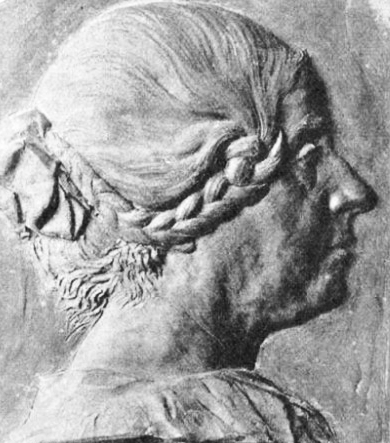
Emeline Welti-Wildbolz Porträt-Relief von Karl Hänny

1887–1888 hielt sich Welti in Venedig auf und fertigte dort einen Entwurf für einen Wandbrunnen in Fayencetechnik und einen Entwurf für eine Hausfassade an.
In München lernte er u. a. Ernst Kreidolf, Carl Theodor Meyer-Basel, Johann Burger, Wilhelm Balmer, Karl Haider, Hermann Hesse und Emyl Keyser kennen. Welti initiierte die erste «Graphische Künstler Vereinigung der Schweiz (GKVdS/Die Walze)».
1894 heiratete er Emeline, geborene Wildbolz, mit ihr wohnte er in Höngg bei Zürich in einem eigenen Wohn- und Atelierhaus. Im gleichen Jahr kam sein Sohn Albert zur Welt, 1903 sein Sohn Ruedi, genannt Bertel. Von Bertel schuf der Bildhauer Eduard Zimmermann später eine Büste. Mit seiner Familie wohnte Welti ab 1895 auf Wunsch seines Mäzens Rose von Doehlau ausserhalb der Stadt München in Pullach und in Solln. Im Haus wurde viel musiziert. Gäste waren u. a. die Musiker Max Müller, Ernst Breest, der Sänger Richard Schaupp. Peter Halm unterrichtete ihn in Radierung. In dieser Zeit war Welti Mitglied im «Avenariuskreis» um den Herausgeber der Monatszeitschrift Der Kunstwart.
Es entstanden Radierungen und Gemälde, für die Welti eigenhändig nach einem Rezept von Arnold Böcklin angefertigte Temperafarben verwendete. Er malte auf Holztafeln und passte die Grösse dem Format der italienischen alten Goldrahmen an, welche sein Mäzen, der auch Adolfo Wildt förderte, aus Italien mitbrachte. Später liess er seine Rahmen von Karl Steger aus München schnitzen und vergolden. 1899 waren Weltis Arbeiten bei Fritz Gurlitt in Berlin zu sehen.

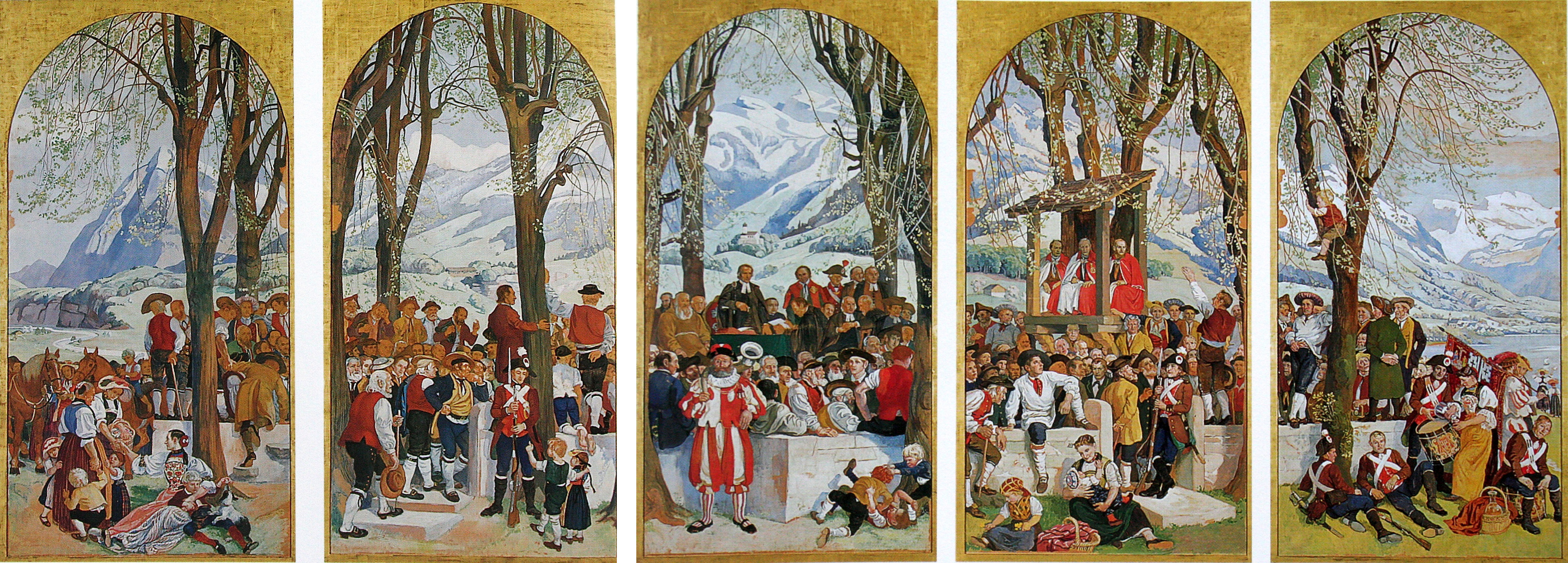
Die Landsgemeinde

Häufiges Thema seiner Werke sind Darstellungen von Traum- und Albtraumszenen, und er schöpfte aus dem volkstümlichen Schatz von Märchen, Sagen und Legenden. 1901 erwarb die Schweizerische Eidgenossenschaft das 1899 entstandene Bild Die Eltern des Künstlers. Ebenfalls 1901 erhielt er den Auftrag für das Glasgemälde Die ostschweizerische Textilindustrie, das er 1902–1903 für das Bundeshaus in Bern entwarf.

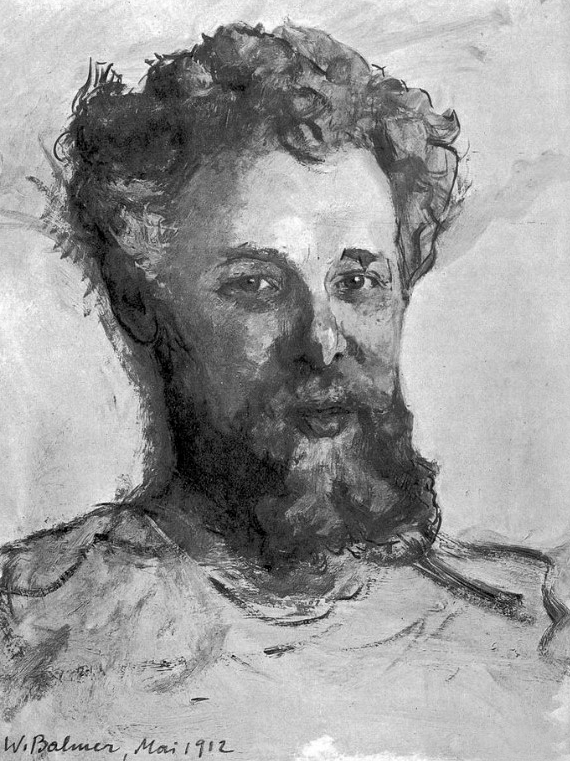
Porträt von Albert Welti, gemalt von Wilhelm Balmer

1906, nachdem sein Vater gestorben war, folgten Aufenthalte in Innertkirchen und später in Vättis, wo zahlreiche Naturstudien (Pastelle) entstanden. Ende 1907 erhielt er den Auftrag für das Wandbild Die Landsgemeinde an der Südwand des Ständeratssaales im Bundeshaus, was den Umzug nach Bern erforderte. Welti konnte nur drei der fünf Bilder vollenden. Zwei Jahre nach Weltis Ableben stellte sein Mitarbeiter und Freund Wilhelm Balmer die restlichen zwei Bilder nach Weltis und eigenen Skizzen fertig.
Welti entwarf Briefmarken für die eidgenössische Post, so 1906 die Briefmarke Tellknabe mit Armbrust für eine Briefmarken-Serie von 1907. Der Entwurf für Werte unter 10 ct. zeigt Tells Sohn mit Armbrust und dem von einem Pfeil durchbohrten Apfel.
1908 erschien Ernst Kreidolfs Bilderbuch Sommervögel mit der Widmung "Meinem Freund Albert Welti zugeeignet" auf dem Titel.
1911 verstarb unerwartet seine Frau. 1912 verlieh ihm die Universität Zürich den Titel eines Ehrendoktors. Sein Freund Wilhelm Balmer porträtierte Welti ein paar Tage vor seinem Ableben. Als Welti ahnte, dass er bald sterben werde, reiste er zu seiner Mutter nach Zürich. Er verstarb dort am 7. Juni 1912. Sein Grab befand sich auf dem Schosshaldenfriedhof in Bern. In Weltis Landhaus am Melchenbühlweg 26 in der Berner Schosshalde lebte später Hermann Hesse mit seiner Familie.
1916 erschien in der Illustrierten Die Schweiz ein Artikel von Hermann Hesse, in dem er seine Erinnerungen an Welti festhielt. Zu Weltis 150. Geburtstag fand 2011 eine grosse Einzelausstellung mit 45 Pastell-Landschaften im Kunsthaus Zürich statt.
Welti gehört mit seinen Gemälden in nationalem Auftrag zu den wichtigsten Schweizer Malern der Jahrhundertwende. Er war der Vater des Schriftstellers und Malers Albert Jakob Welti, Onkel von Arthur Welti, Vetter von Charles Welti und Heinrich Welti, Grossonkel von Philippe Welti und Urgrossonkel von Sophie Hunger.

## Werke (Auswahl)

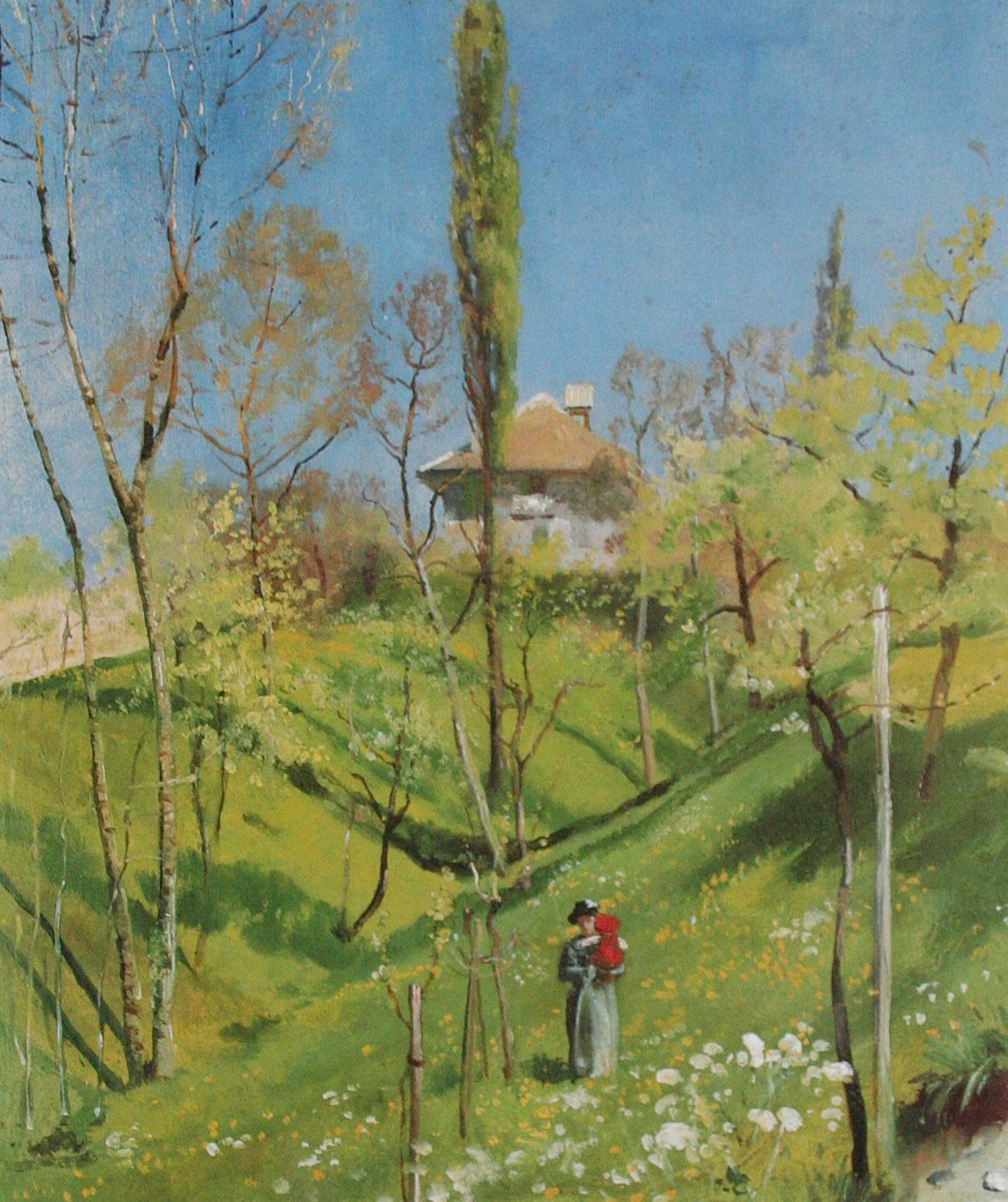
Der Tobelhof in Höngg, 1895
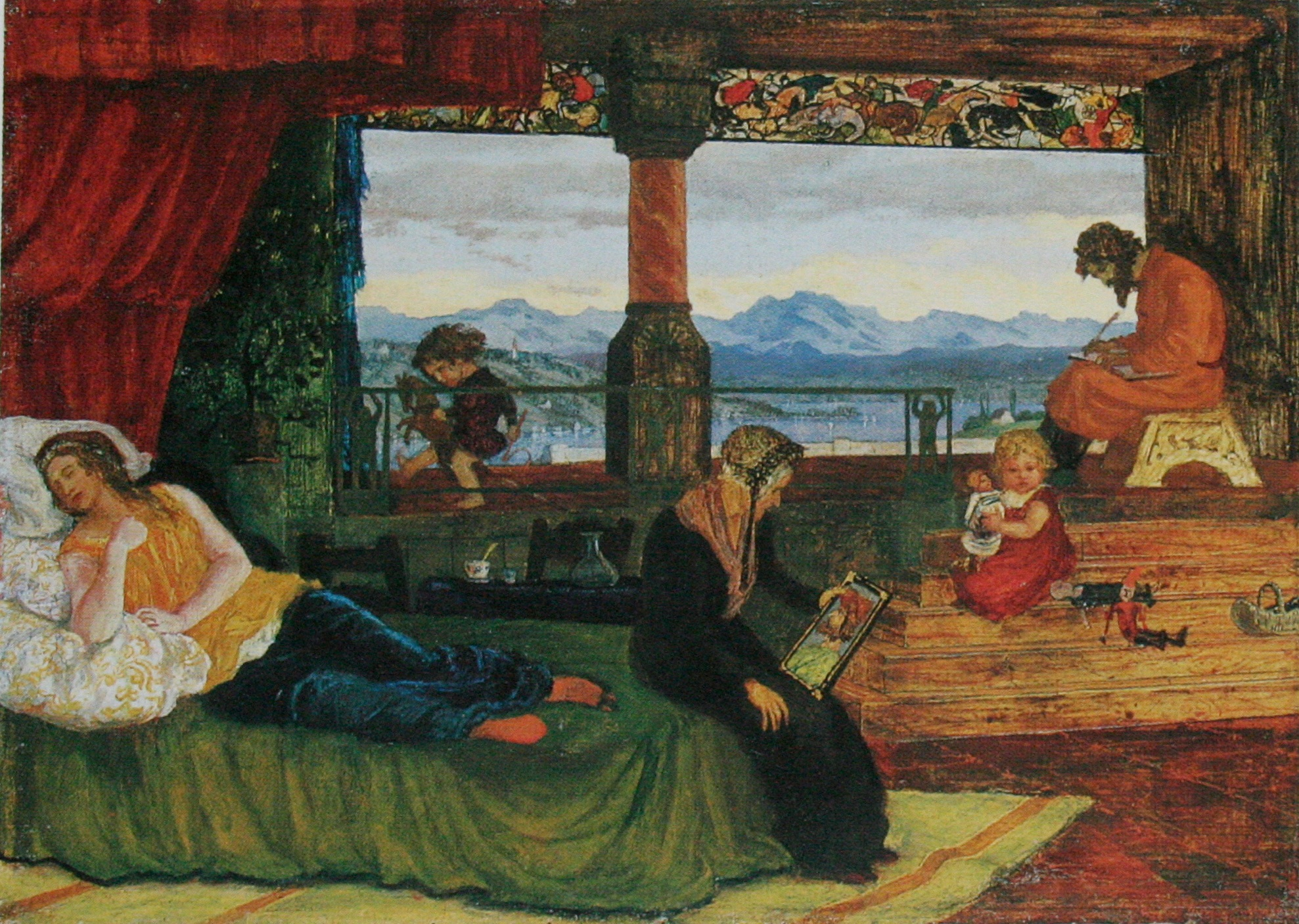
Haus der Träume, 1897
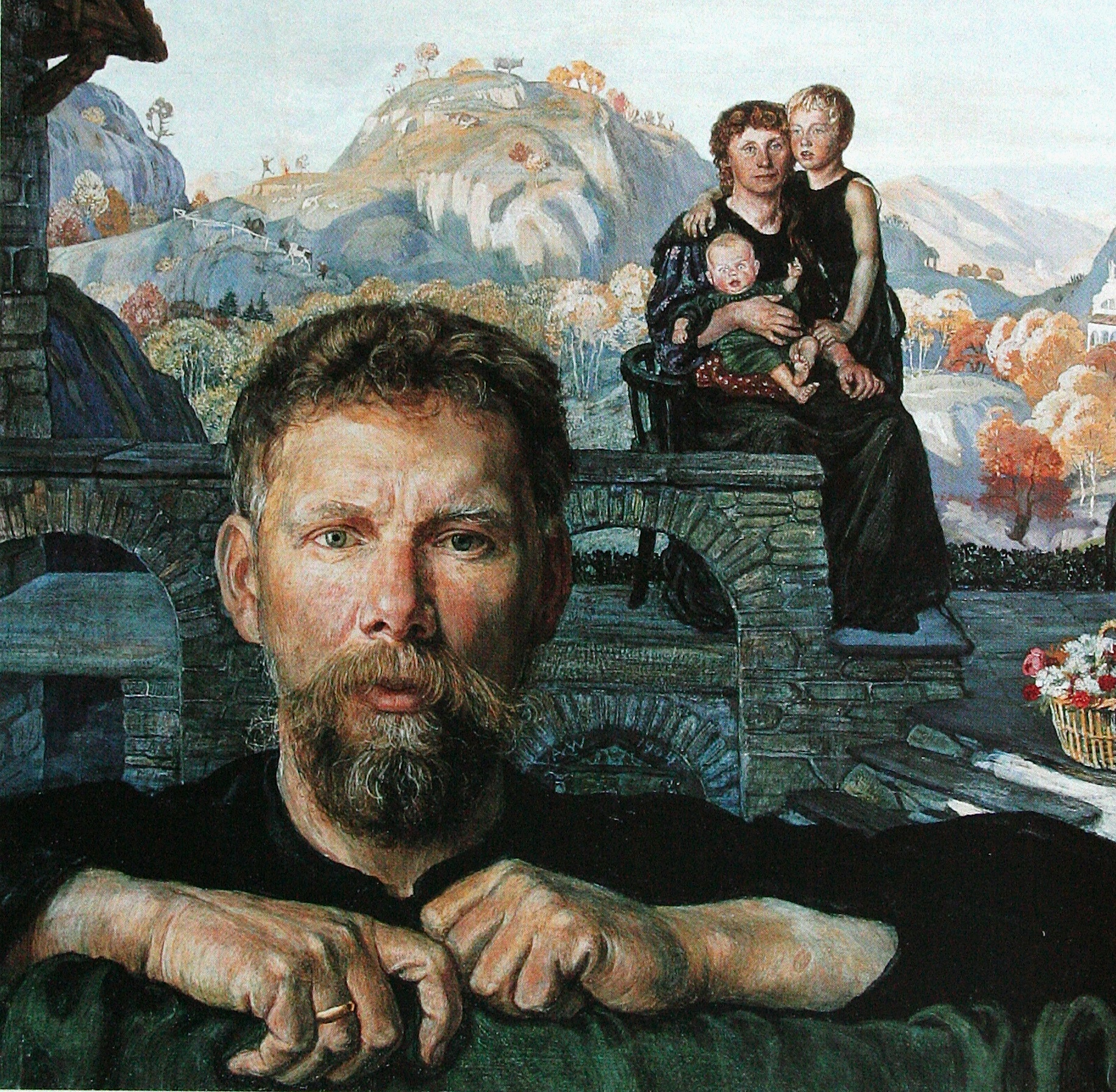
Familienbild, 1903
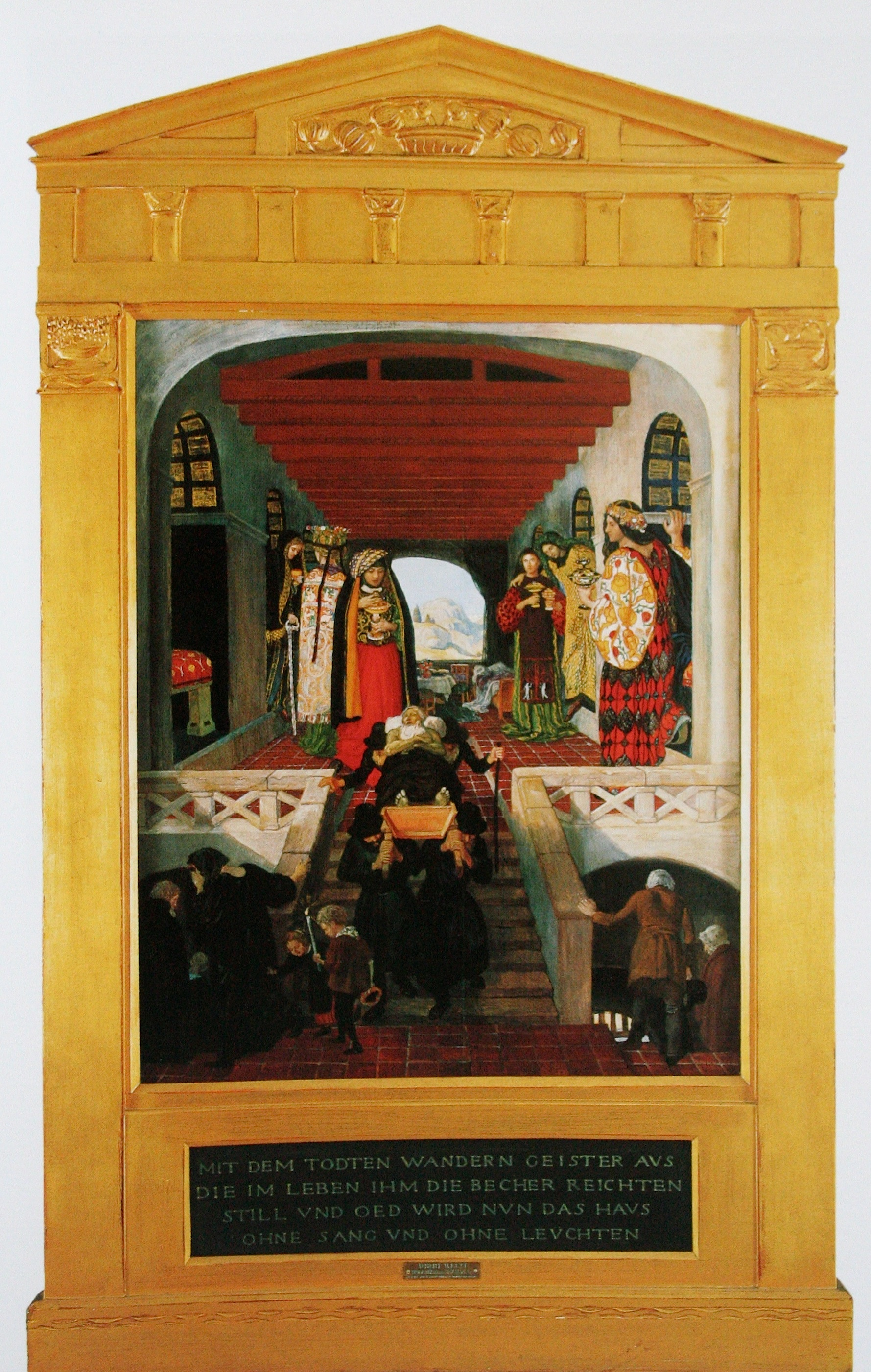
Auszug der Penaten, 1905
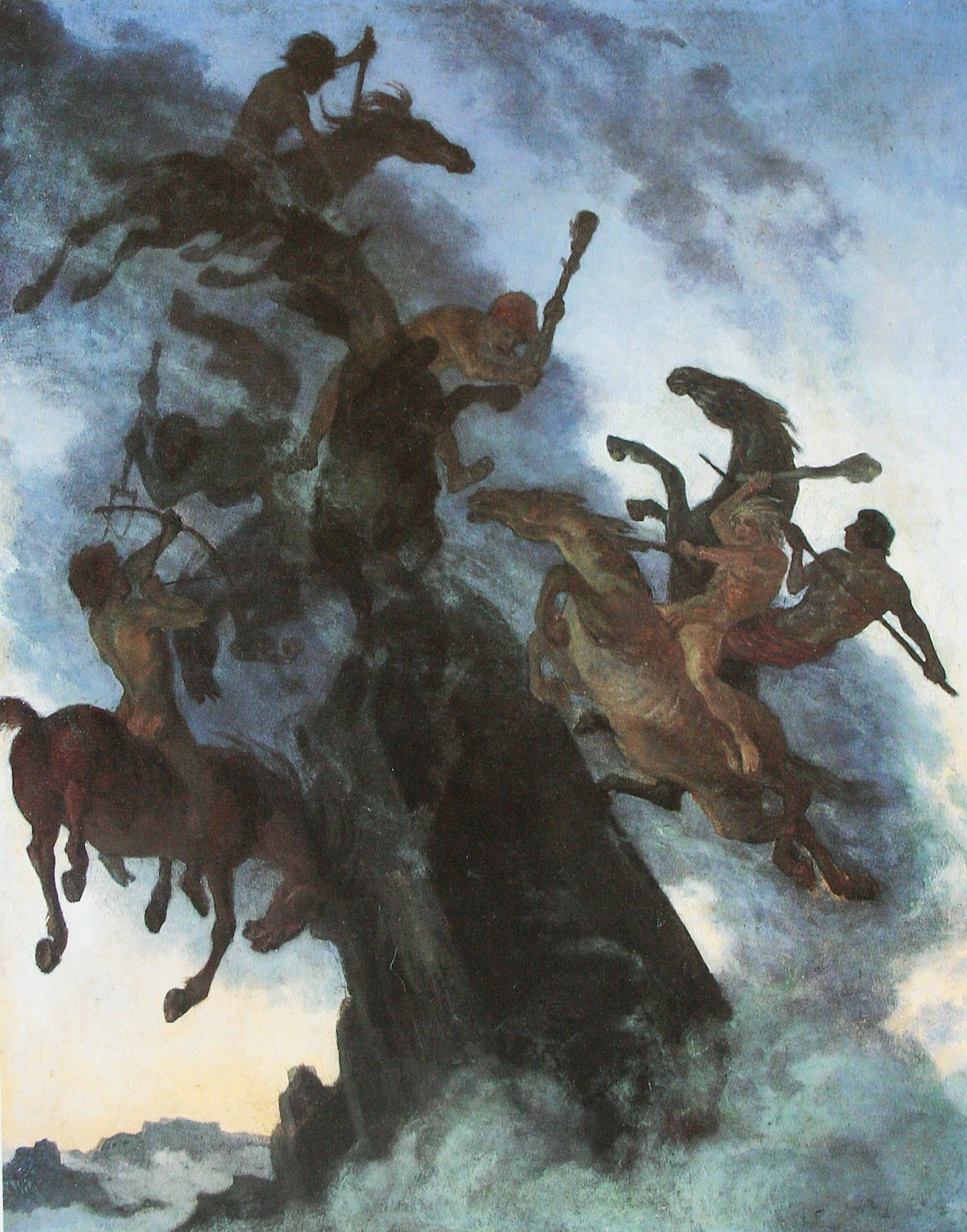
Nebelreiter, 1896
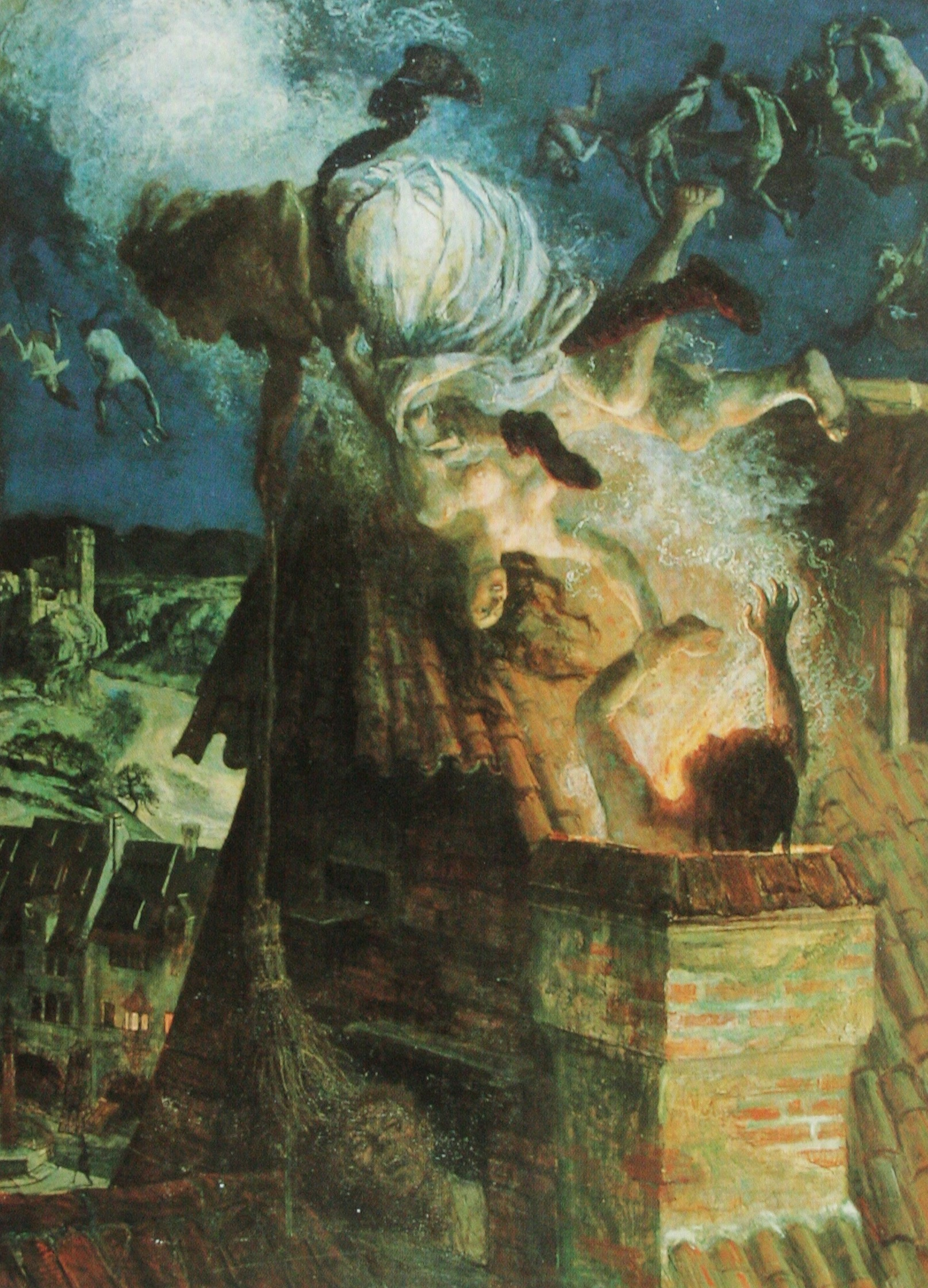
Walpurgisnacht, 1897
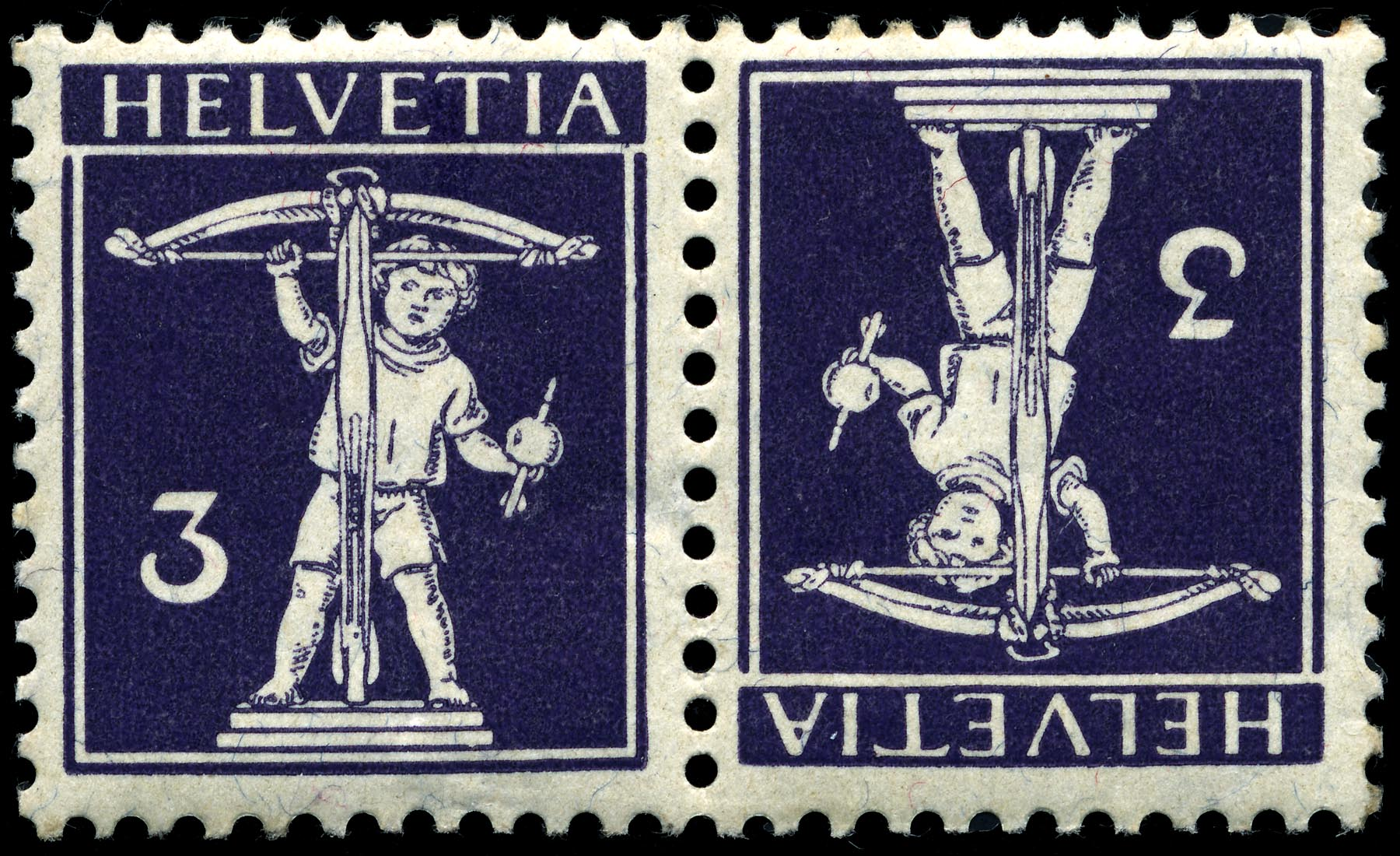
Briefmarken Tellknabe, 1906